# Frédéric Forte
Frédéric Forté, (Caen, Francia, 27 de enero de 1970-Limoges, 31 de diciembre de 2017) fue un jugador y entrenador de baloncesto francés. Con una altura de 1.92 cm su posición en la cancha era la de base.

## Trayectoria
- Caen Basket Calvados (1986-1988)
- CSP Limoges  (1988-1989)
- BCM Gravelines  (1989-1991)
- CSP Limoges  (1991-1997)
- Paris Basket Racing (1997-1998)
- Iraklis BC (1998-1999)
- Strasbourg IG (1999-2003)
- Scandone Avellino  (2003-2004)
- Scafati Basket (2004-2005)

## Palmarés
- Liga de Francia: 3

CSP Limoges:  1988-89, 1992-93, 1993-94
- Copa de baloncesto de Francia: 2

CSP Limoges: 1994, 1995
- Copa de Europa: 1

CSP Limoges: 1992-93